# Gare Pointe-aux-Trembles (Exo)
Cet article concerne la gare d'Exo. Pour l'ancienne gare de Via Rail, voir Gare de Pointe-aux-Trembles (Via Rail).
La gare Pointe-aux-Trembles est gare du réseau de train de banlieue de Montréal exploité par Exo, située dans le quartier Pointe-aux-Trembles de l'arrondissement Rivière-des-Prairies–Pointe-aux-Trembles à Montréal, au Québec. La gare fait partie de la ligne 15 - Mascouche inaugurée en 2015.

## Situation ferroviaire
La gare Pointe-aux-Trembles est située sur la ligne Mascouche, entre les gares Repentigny et Rivière-des-Prairies.

## Histoire
La gare est mise en service le 6 juillet 2015.

## Service des voyageurs

### Accueil
La gare Pointe-aux-Trembles dispose d'un automate pour l'achat de titres de transport et un kiosque d'information.